# Hoya meredithii
Hoya bordenii ist eine Pflanzenart der Gattung der Wachsblumen (Hoya) aus der Unterfamilie der Seidenpflanzengewächse (Asclepiadoideae).

## Merkmale
Hoya mereditbii ist eine epiphytische oder auch im Boden wurzelnde Pflanze mit fadenförmigen, flexiblen, windenden Trieben. Die Triebe sind spärlich beblättert und spärlich bewurzelt, wenn sie entlang von Ästen aufgewachsen ist. Die in der Regel gegenständigen Blätter sind gestielt, die Blattstiele sind 2,5 bis 3 cm lang, 0,8 cm dick, hart und verdreht. Gelegentlich fehlt das gegenständige Blatt. Die harten und starren, hellgrünen Blattspreiten sind eiförmig, 12 bis 30 cm lang und 7,5 bis 18 cm breit. Der Apex ist lang zugespitzt, die Basis ist stumpf, und der Rand ist wellig. Die dunklere Blattnervatur besteht aus der prominenten Mittelrippe und 8 bis 12 Sekundärrippen, die sich am Ende netzartig aufspalten.
Der doldenförmige Blütenstand hat bis zu 35 Blüten. Der persistierende Blütenstandsstiel ist 10 cm lang und 2 mm dick. Die Blütenstiele sind gerade und gleich lang und erzeugen daher einen halbkugeligen Blütenstand. Die blassgelbe bis gelbgrüne Blütenkrone hat einen Durchmesser von 1 cm. Die Kelchblätter sind dreieckig, 1,5 mm lang, spitz endend und kahl. Die Kronblattzipfel sind eiförmig, spitz und flach bis zurückgebogen. Die Nebenkrone ist hellweiß und hat einen Durchmesser von 5 mm. Sie ist flach und fleischig. Die Zipfel sind elliptisch. Der äußere Fortsatz ist spitz, der innere Fortsatz ist stumpf. Die Pollinien sind länglich und abgeflacht. Die Caudiculae sind sehr kurz und gebogen. Das Corpusculum ist vergleichsweise sehr klein. Die Blüten haben einen angenehmen Duft und scheiden Nektar aus. Die Blüten halten etwa vier Tage, bevor sie verblühen. Früchte und Samen wurden bisher nicht beobachtet.

## Ähnliche Art
Hoya meredithii ähnelt Hoya globulosa Hook.f., unterscheidet sich aber durch die größeren eiförmigen Blätter und den halbkugeligen Blütenstand.

## Geographische Verbreitung und Habitat
Die Art ist bisher nur von der Typuslokalität in Bau, Sarawak, östliches Malaysia. Sie wächst dort in tropischen Tieflandregenwald etwa 35 m über Meereshöhe auf kalkhaltigen Boden. In Kultur (auf Hawaii) blüht sie vorzugsweise im April, Mai und Juni.

## Taxonomie
Hoya meredithii wurde 1988 von Ted Green erstmals beschrieben. Plants of the World online akzeptiert Hoya meredithii als gültiges Taxon. Der Holotypus wird im Herbarium des Bishop Museum in Honolu, Hawaii aufbewahrt (T. Green Meredith 80-05, Wallace 851980). Ein Duplikat wurde auch im Britton Herbarium des New York Botanical Garden deponiert.
Die Art wurde nach York Meredith von Dee Why, Australien benannt, der die Pflanze entdeckte.